# 1236 en santé et médecine
| Années de la santé et de la médecine : 1233 - 1234 - 1235 - 1236 - 1237 - 1238 - 1239    |
| Décennies de la santé et de la médecine : 1200 - 1210 - 1220 - 1230 - 1240 - 1250 - 1260 |

Cet article présente les faits marquants de l'année 1236 en santé et médecine.

## Événements

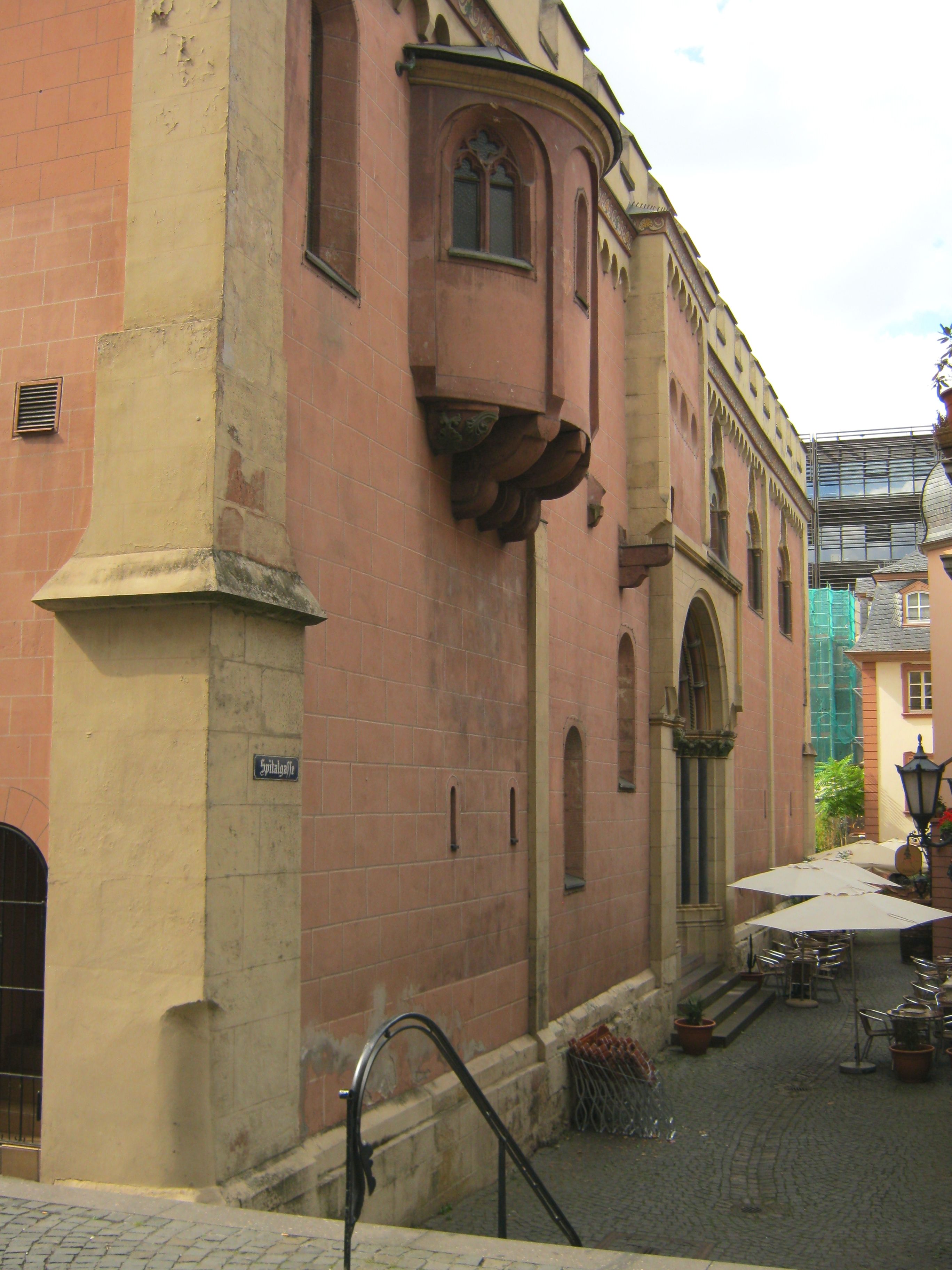
Mayence
Hôpital du Saint-Esprit

- Siegfried III, archevêque de Mayence, transfère l’hôpital épiscopal à la fraternité du  Saint-Esprit, précisant dans l'acte de fondation qu'il est institué « de sorte que […] les  frères  et  sœurs  fournissent aux  infirmes nourriture  et  boisson  et  les  autres nécessités[1] ».
- Aymon, fils de Thomas Ier, comte de Savoie, « fonde la maison-Dieu ou hôpital Notre-Dame de Villeneuve », dans le Chablais[2],[3].
- Fondation de l'hôpital de Vilvorde en Brabant, établissement qui perdurera jusqu'à nos jours pour former, par fusion en 1974 avec la clinique Saint-Joseph, l'Algemeen Ziekenhuis  Jan Portaels (« hôpital général Jan Portaels[4],[5] »).
- À Whittlesford, dans la paroisse de Duxford près de Cambridge en Angleterre, un hôpital placé sous l'invocation de saint Jean-Baptiste (Hospital of St. John the Baptist), et certainement fondé par William de Colville peu après 1200, est mentionné pour la première fois[6].
- Vers 1235-1236 : fondation de l'hôpital Beaulieu à Issendolus en Quercy, sur la route de Brive à Figeac, par les époux Guibert et Aygline de Thémines, établissement où « peuvent être reçus les pauvres et même les pèlerins », qui sera dirigé à partir de 1259 par les hospitalières de Saint-Jean et perdurera jusqu'à la Révolution[7],[8].

## Naissances
- Octobre : Qotb al-Din Chirazi (mort en 1311), médecin, astronome, mathématicien, philosophe, théologien soufi et poète persan[9].
- Vers 1236 : Jacob ibn Tibbon (mort en 1305 ou 1306), astronome, médecin et traducteur juif provençal[10].